# Juan Crespi
Juan Crespi (Palma di Maiorca, 1º marzo 1721 – Carmel-by-the-Sea, 1º gennaio 1782) è stato un missionario francescano spagnolo ed esploratore del sud-ovest di quelli che oggi sono gli Stati Uniti.

## Biografia
Egli andò in America nel 1749 e nel 1767 si diresse verso la Baja California, andando a prestare il suo servizio nella missione Purísima Concepción. 
Nel 1769 si aggregò alla spedizione di Gaspar de Portolá per occupare e colonizzare i siti che corrispondono agli attuali San Diego e Monterey e continuò la spedizione lungo la costa al seguito di Portolá. 
Negli anni seguenti fondò la missione di San Carlo Borromeo, poi diventata Carmel, che divenne la sua base operativa. Egli fu il cappellano della spedizione alle coste del Pacifico del nord guidata da Juan José Pérez Hernández nel 1774. 
I suoi diari, pubblicati in H. E. Bolton's Fray Juan Crespi (1927, repr. 1971), contengono molti particolari su questa spedizione.